# TMX1
TMX1 (англ. Thioredoxin related transmembrane protein 1) – білок, який кодується однойменним геном, розташованим у людей на короткому плечі 14-ї хромосоми. Довжина поліпептидного ланцюга білка становить 280 амінокислот, а молекулярна маса — 31 791.
| 10         |  | 20         |  | 30         |  | 40         |  | 50         |
| ---------- |  | ---------- |  | ---------- |  | ---------- |  | ---------- |
| MAPSGSLAVP |  | LAVLVLLLWG |  | APWTHGRRSN |  | VRVITDENWR |  | ELLEGDWMIE |
| FYAPWCPACQ |  | NLQPEWESFA |  | EWGEDLEVNI |  | AKVDVTEQPG |  | LSGRFIITAL |
| PTIYHCKDGE |  | FRRYQGPRTK |  | KDFINFISDK |  | EWKSIEPVSS |  | WFGPGSVLMS |
| SMSALFQLSM |  | WIRTCHNYFI |  | EDLGLPVWGS |  | YTVFALATLF |  | SGLLLGLCMI |
| FVADCLCPSK |  | RRRPQPYPYP |  | SKKLLSESAQ |  | PLKKVEEEQE |  | ADEEDVSEEE |
| AESKEGTNKD |  | FPQNAIRQRS |  | LGPSLATDKS |  |            |  |            |

A: Аланін

C: Цистеїн

D: Аспарагінова кислота

E: Глутамінова кислота

F: Фенілаланін

G: Гліцин

H: Гістидин

I: Ізолейцин

K: Лізин

L: Лейцин

M: Метіонін

N: Аспарагін

P: Пролін

Q: Глутамін

R: Аргінін

S: Серин

T: Треонін

V: Валін

W: Триптофан

Кодований геном білок за функцією належить до фосфопротеїнів. 
Задіяний у таких біологічних процесах, як транспорт, транспорт електронів. 
Локалізований у мембрані, ендоплазматичному ретикулумі.